# ギンブナ
ギンブナ（銀鮒、学名 Carassius langsdorfii）はコイ目コイ科コイ亜科の淡水魚。中国名は、簡体字: 兰氏鲫; 繁体字: 蘭氏鯽; 拼音: lánshìjì(?); ウェード式: lan2-shih4 chi4(?)。

## 分布
日本、台湾、朝鮮半島、中国に分布する。世界の地域にも導入されており、ヨーロッパではチェコやギリシャ、ドイツ、ウクライナ、イタリア、ボスニア・ヘルツェゴビナで生息が確認されている。また、2018年にはアメリカのカリフォルニア州のタホ湖とブリティッシュコロンビア大学内の池でも発見された。2020年にはイランのラール国立公園のシアパラス川でも生息が確認された。これらの導入はキンギョやニシキゴイを輸入する際に紛れ込んだ可能性がある。
主に池沼や河川の下流など、比較的流れの緩やかな場所に生息する。

## 形態

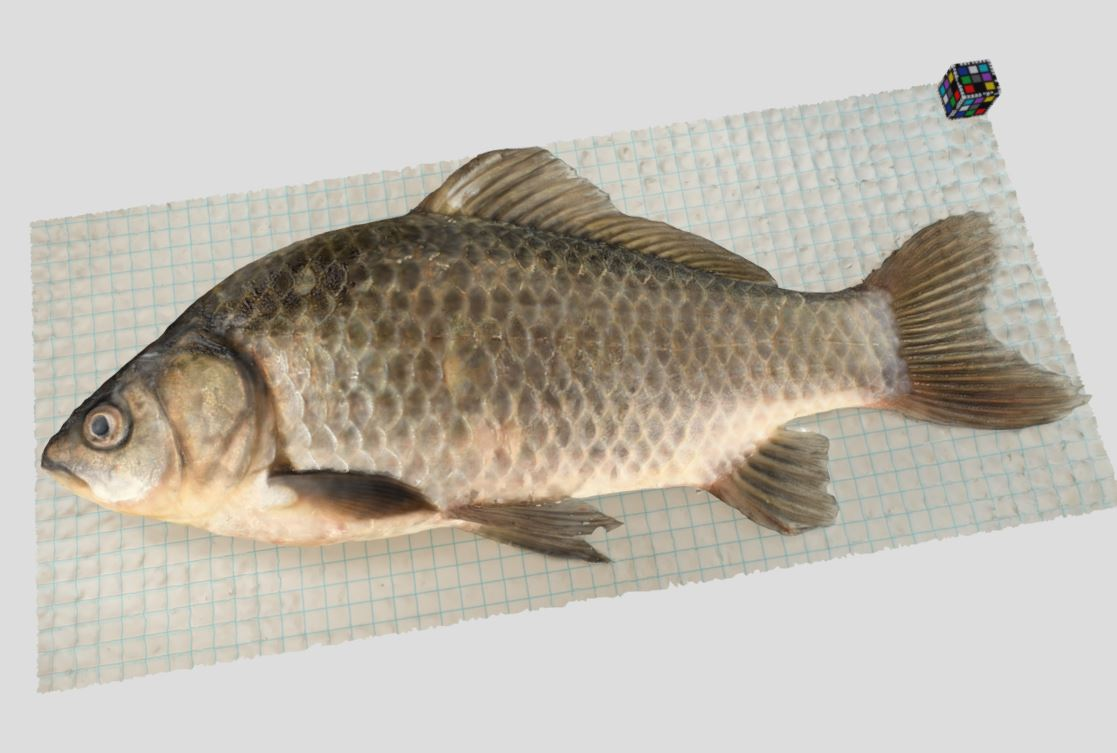
ギンブナ（熊本県）の3Dモデル。体長200mmほどのやや大型個体で、背鰭軟条数は18。オオキンブナやキンブナよりも体高は高い。

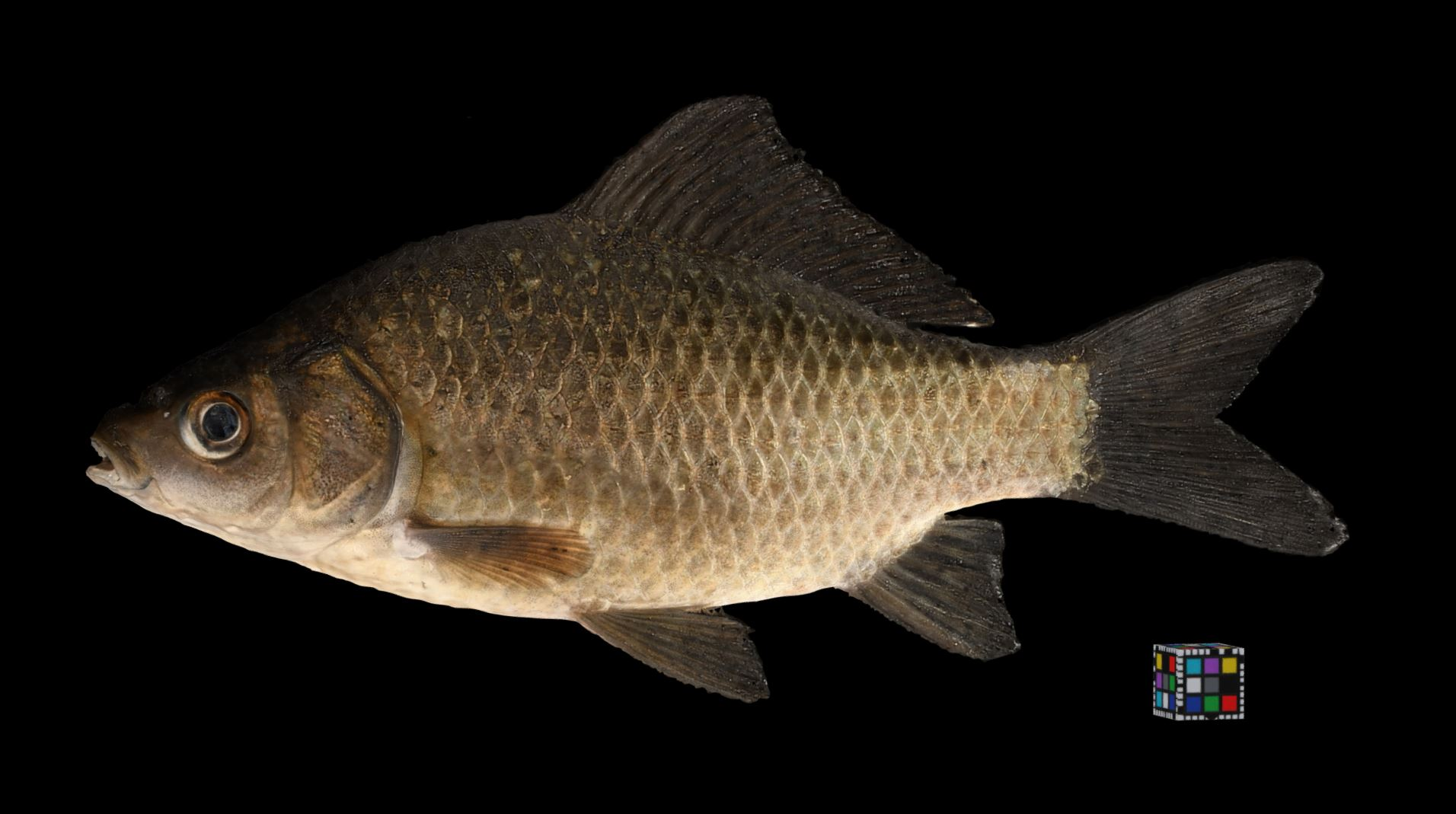
ギンブナ（筑後川水系）の３Dモデル。背鰭軟条数は17。

体高はゲンゴロウブナよりは低くキンブナよりは高い。体色は緑褐色を示す。孵化後１〜２年、体長8〜10cm程度で性成熟するが、その後最大で30cmにまで成長する。ただ、一般的な成魚は15〜20cm程度の個体が大半である。

## 生態

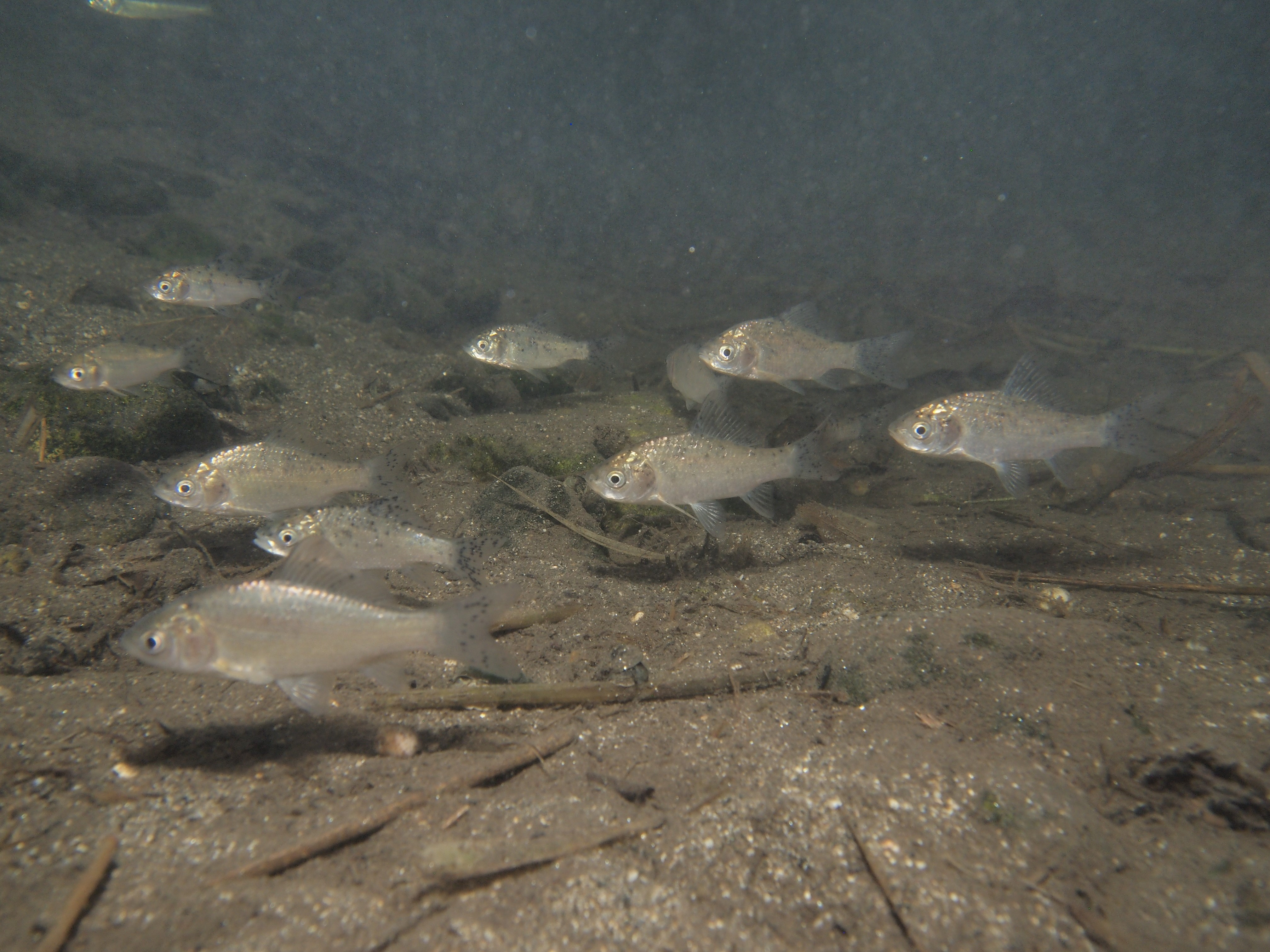
ギンブナの群れ、福岡県糸島市。

止水、もしくは流れの緩い河川などに棲み、おもに低層で活動する。雑食性で動物プランクトン、付着藻類、底生動物などを食べる。植物性プランクトンを主食とするゲンゴロウブナに比べ肉食性が強く、ユスリカの幼虫やイトミミズ、ゴカイなどの底生生物、小型の水生節足動物を好んで食べる。このため濾過摂食に使われる鰓の鰓耙数はゲンゴロウブナの半分程度である。

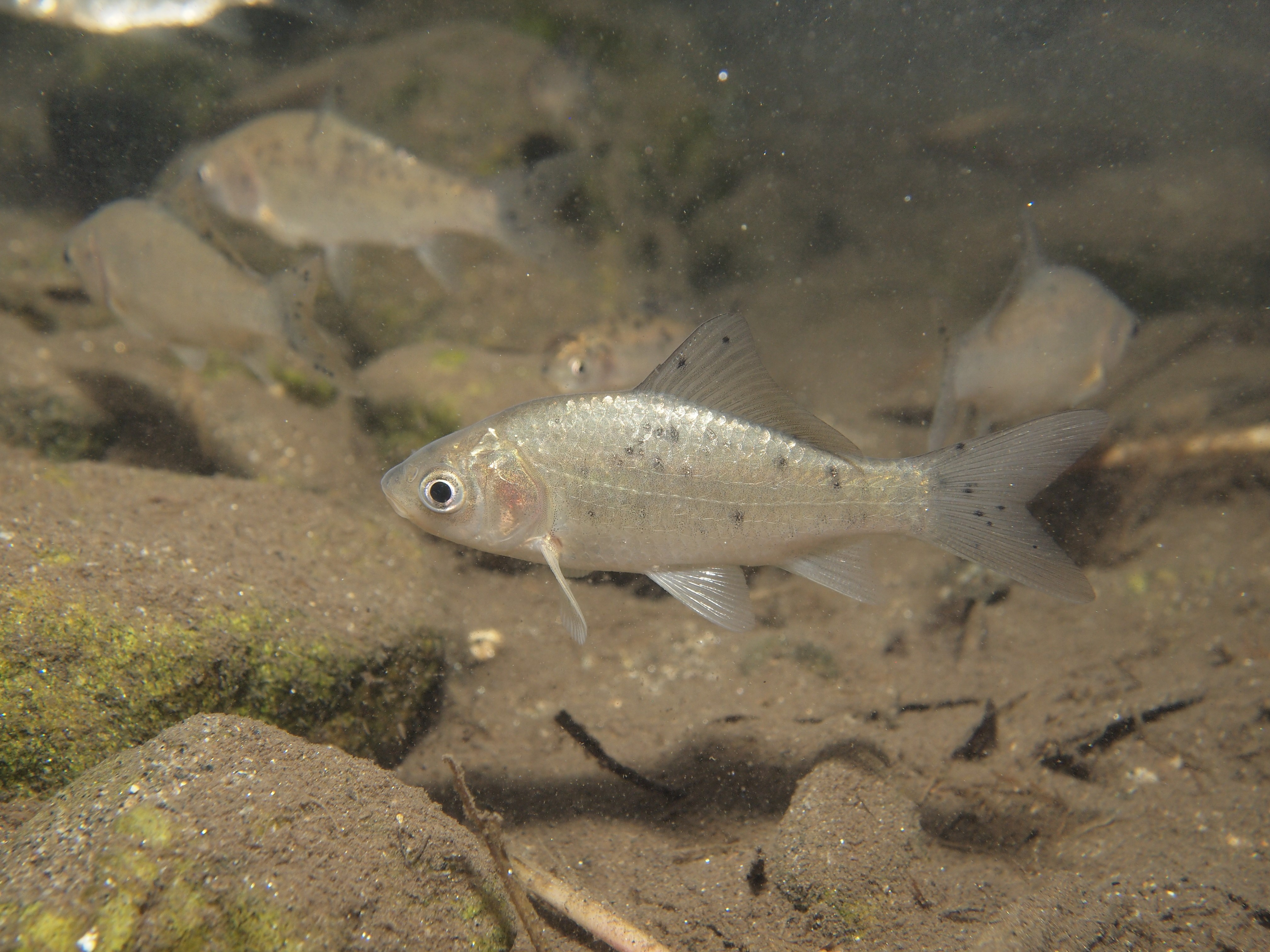
吸虫（高橋吸虫？）による黒点が目立つギンブナの若魚。福岡県糸島市。

繁殖は春から初夏にかけておこなわれ、浅瀬の水没草本、枯れ枝、水草などに粘着性の卵を産み付ける。
水質の悪化にも比較的強い。
寿命は不明であるが、10年以上と比較的長い。

### 雌性発生
形態的にギンブナと言えるフナ類はほとんどがメスであり、無性生殖の一種である雌性発生をすることが知られている。同個体群100匹に対して雄は1匹いるかいないかの割合である。無性生殖ではメスがクローンの子供を作るが、雌性発生ではオスの精子が発生を開始するのに必要である。しかし、オスの精子は発生の刺激となるだけで、遺伝的に貢献しない。繁殖期（4月から6月）になると浅瀬の水草などに産卵するが、その際には同所的に生息している有性生殖を行なうフナ類（キンブナ・ナガブナ・ニゴロブナ・ゲンゴロウブナなど）のオスと繁殖行動を行ない、精子を得る。野外においてギンブナの雌がフェロモンを出してドジョウ・ウグイなどコイ科の他種の雄と繁殖行動するとの説もあるが、繁殖生態や生理的な機序の違いからほとんど可能性はない。ただし、実験室で人工的にコイ科の精子でギンブナの卵の発生を開始させることはできる。ギンブナの染色体数は多くの場合150（三倍体）まれに四倍体が存在し、有性生殖を行なうフナ類の染色体数100と比べると1.5倍である。魚類・爬虫類・両生類では、100種ほど無性生殖を行なうものが知られているが、その多くは雑種起源の倍数体である。
| 親の染色体数  | 親の染色体数 | 母親（メス）            | 母親（メス）                                       | 母親（メス）                                       |
| 親の染色体数  | 親の染色体数 | 2倍体                   | 3倍体                                              | 4倍体                                              |
| ------------- | ------------ | ----------------------- | -------------------------------------------------- | -------------------------------------------------- |
| 父親 （オス） | 2倍体        | 子 2倍体 （オス／メス） | 子 3倍体 母親のクローン 少量の 4倍体（オス／メス） | 子 4倍体 母親のクローン                            |
| 父親 （オス） | 4倍体        | 子 3倍体（メス）        | 子 3倍体 母親のクローン                            | 子 4倍体 母親のクローン まれに 4倍体（オス／メス） |

### 倍数体ギンブナの起原
メスだけで繁殖する三倍体のギンブナは産まれてくる子が全て同じ遺伝子を持つにもかかわらず、大きな遺伝的多様性を持っている。遺伝子を調査した結果、核DNAは日本の三倍体のギンブナは日本の二倍体フナとユーラシアのフナが交雑した遺伝子特徴を持っていた。更にユーラシアの三倍体フナには日本の二倍体フナの遺伝的特徴は見られなかった。そして、三倍体のギンブナは同箇所に生息する二倍体フナと核DNA・ミトコンドリアDNA共に遺伝的な類似性が高いことから、各地の三倍体ギンブナは共存している二倍体フナと稀に交雑して、その遺伝子を取り込んでいるのが明らかとなった。
基本的に三倍体ギンブナは雌性発生で母親のクローンになるのだが、稀に二倍体フナの精子を受精することで四倍体のギンブナが誕生する。その際に生まれた四倍体ギンブナのオスと二倍体フナのメスが交配することによって、再び三倍体のギンブナとなり雌性発生でクローン繁殖していくと考えられる。これを証明する一例として春採湖のヒブナの存在である。このヒブナは三倍体ギンブナの突然変異とされ、雌性発生によるクローン繁殖を行っている。しかし、ミトコンドリアDNAを調べると一部のヒブナにキンギョと同じ配列が確認され、1916年に放流されたキンギョとの交雑により誕生したものと考えれる。

### 共存の不思議
無性生殖個体（ギンブナ）はメスしか生まないため、有性生殖個体（キンブナなど）と比べるとオスを作らない分だけ増殖率が高い（有性生殖のコスト）。一方、雌性発生では有性生殖のオスが繁殖に必要であるから、性以外の条件が同一であれば、有性型と無性型のフナは共存できない。無性型のメスの数が増えるとともにオスが足りなくなり、両者ともに滅びるはずだが、フナ類は不思議なことに日本中ほとんどの場所で無性型と有性型が同所的に共存している。

## 利用
最近では食用にされることも少なくなったが、本種はコイ同様、日本各地で重要な食用淡水魚であった。現在でも秋田県八郎潟町周辺では「冬の味」として親しまれている。産地としては他に、千葉県の利根川流域、滋賀県の琵琶湖周辺などが挙げられる。
長野県上田市、東御市、佐久市周辺地域では、農業用ため池あるいは休耕田の利用形態の一つとして、フナ単独またはコイとともに養殖され、10月から11月ごろに3 - 5cmに育った当年魚を中心に、生きたまま出荷され小売店の店頭に並ぶ。
主な調理法は、塩焼き、甘露煮、吸い物、刺身または洗いなどであるが、有棘顎口虫(Gnathostoma spinigerum)の中間宿主となるため、生食はすべきではない。
ギンブナ釣りは釣りの始まり、入門として認知される。エサはミミズ、赤虫、練り餌、ゴカイ、サバ虫、パン等様々なものが用いられる。
- 愛知県や岐阜県周辺には、内臓を取って白焼きしたフナをじっくりと赤味噌で煮込んだ「鮒味噌」[20]という郷土料理がある。
- 岐阜県南西部の大垣市、羽島市、海津市の川魚料理店では、鮒の刺身をメニューに入れている店がある。
- 岡山県ではよくたたいてから油で炒めたフナの身とゴボウやニンジン、サトイモをだし汁で煮たものをご飯にかけて食べる、「鮒飯」という料理も存在する。
- 香川県では、酢漬けにしたフナの切り身を野菜と酢味噌で和えた「鮒のてっぱい」[21]という料理があり、コノシロとともに原材料として用られる[22]。
- 滋賀県、琵琶湖特産の珍味として知られる「鮒寿司」は、琵琶湖の固有種であるニゴロブナを本来材料にしたものであるが、同種の減少を受けギンブナが代用されることもある。